# Kraagvleugelmot
De kraagvleugelmot (Nephopterix angustella) is een vlinder uit de familie van de snuitmotten (Pyralidae). De spanwijdte van de vlinder bedraagt tussen de 20 en 25 millimeter. De soort komt verspreid over Europa voor.

## Waardplanten
De kraagvleugelmot heeft de gewone vogelkers als waardplant. De rupsen leven in de vrucht, en als ze volgroeid raken spinnen ze twee of enkele vruchten samen. De verpopping vindt in rot hout plaats.

## Voorkomen in Nederland en België
De kraagvleugelmot is in Nederland een schaarse en in België een zeldzame soort. In Nederland is de soort vooral langs de kust en op enkele plaatsen in het oosten gezien. Het eerste Belgische exemplaar is in 1992 waargenomen. De soort kent twee generaties, die vliegen van mei tot aan oktober.